# داكتينومايسين
داكتينومايسين ، المعروف أيضا باسم أكتينومايسين D، هو دواء للعلاج الكيميائي الذي يستخدم لعلاج عدد من أنواع السرطان. وهذا يشمل ورم ويلمز ،  الورم السرطاني العضلي المخطط المُتصلب ، ورم إوينغ، أورام الأرومة الغاذية ، و سرطان الخصية ، وأنواع معينة من سرطان المبيض. يتم إعطاء داكتينومايسين عن طريق الحقن في الوريد.
تظهر الآثار الجانبية عند معظم الناس. وتشمل الآثار الجانبية الشائعة قمع نخاع العظام، والتقيؤ، وقرح الفم، وفقدان الشعر، ومشاكل في الكبد، والالتهابات، وآلام العضلات، وتشمل الآثار الجانبية الخطيرة الأخرى حدوث سرطانات في المستقبل، والحساسية، وموت الأنسجة في موقع الحقن.  الاستخدام أثناء الحمل قد يضر بالطفل. داكتينومايسين تصنف في المضادات الحيوية السامة للخلايا من من عائلة الأدوية. ويعتقد أنه يعمل عن طريق منع إنشاء الحمض النووي.
تمت الموافقة على داكتينومايسين للاستخدام الطبي في الولايات المتحدة في عام 1964. وهو مدرج في قائمة الأدوية الأساسية لمنظمة الصحة العالمية، وهي الأدوية الأكثر فعالية وآمنة اللازمة في النظام الصحي. تكلفتة في العالم النامي حوالي 24.73 دولار أمريكي لكل قنينة 500 ميكروغرام.
يتم إنتاجه من البكتيريا ستريبتوميسز بارفولوس.

## الاستخدام الطبي
أكتينومايسين هو سائل أصفر شفاف، يؤخد عن طريق الوريد، وهو الأكثر شيوعا في علاج مجموعة متنوعة من أنواع السرطان، بما في ذلك:
```
-أورام الأرومة الغاذية 
[
7
]

-ورم ولمز
[
8
]

-الورم السرطاني العضلي 
[
9
]

-ورم إوينغ 
[
10
]
```

في بعض الأحيان سيتم دمجها مع أدوية أخرى في نظم العلاج الكيميائي، مثل نظام فاك حيث يستخدم مع (فينكريستين وسيكلوفوسفاميد) لعلاج الورم السرطاني العضلي وورم إوينغ.
كما أنها تستخدم كمحسس راديوسنسيتيزر مساعدة للأشعة، لأنه يمكن أن تزيد من حساسية الأشعة السرطانية من الخلايا السرطانية عن طريق تثبيط إصلاح الأضرار الإشعاعية تحت المميتة وتأخير بداية تضخم التعويضي الذي يحدث بعد التشعيع.

## الآثار الجانبية
ويشمل رد فعل الأدوية السلبية مشتركة وهي قمع نخاع العظام، والتعب، وفقدان الشعر، وقرحة الفم، وفقدان الشهية والإسهال.

## آلية العمل
في بيولوجيا الخلية، يظهر ان لأكتينومايسين D القدرة على تثبيط عملية النسخ للحمض النووي (DNA). أكتينومايسين D يفعل ذلك عن طريق ربط الحمض النووي في مجمع بدء النسخ ومنع استطالة سلسلة الحمض النووي الريبي(RNA) من قبل البلمرة للحمض النووي الريبي.

## التاريخ
وكان أكتينومايسين D أول مضاد حيوي يظهر أن له نشاط مضاد للسرطان.  تم اكتشافة لأول مرة من قبل سيلمان واكسمان وزميله في العمل بويد وودروف في عام 1940. وقد وافقت عليه إدارة الغذاء والدواء الأمريكية (FDA) في 10 ديسمبر 1964 وأطلقت من قبل ميرك شارب ودوهمي تحت الاسم التجاري كوزميغن.

## الأبحاث
لأن الأكتينومايسين يمكنه أن يؤثر على تضاعف الحمض النووي، فإنه يمكنه أيضا أن يؤثر على عملية تكرار الحمض النووي، على الرغم من أن المواد الكيميائية الأخرى مثل هيدروكسيوريا هي أكثر ملاءمة للاستخدام في المختبر كمثبطات لتوليف الحمض النووي.
أكتينومايسين D ومشتقات الفلورسنت، 7-أمينواكتينومايسين D (7-آد)، ويستخدم في تطبيقات تحديد البقع المجهرية والتدفق الخلوي. تقارب هذه البقع / المركبات للمناطق غنية من خيوط الحمض النووي يجعلها علامات ممتازة للحمض النووي. وبالتالي فهي أداة مفيدة للتمييز بين الخلايا الميتة والحية.

## روابط خارجية
- مدلاين بلس medmaster-a682224